# 이중 협주곡 (브람스)
브람스가 작곡한 《이중 협주곡 가단조 작품번호 102》는 바이올린과 첼로, 그리고 오케스트라를 위한 협주곡이다.

## 작품의 연원
이중 협주곡은 브람스가 그의 작품에서 오케스트라를 마지막으로 등장시킨 작품이다. 브람스는 이 곡을 1887년 여름에 작곡하여 그 해 10월 18일에 초연하였다.

## 구성
이 곡은 전통적인 기악 협주곡의 '빠른 악장 - 느린 악장 - 빠른 악장'의 3악장 구조를 취하고 있다.
1. 알레그로(Allegro) (가 단조 A minor)
2. 안단테(Andante) (라 장조 D major)
3. 비바체 논 트로포(Vivace non troppo) (가 단조 A minor → 가 장조 A major)